# Сафдар Джанг
Абул Мансур Мирза Мухаммад Муким Али Хан, также известен как Сафдар Джанг (урду  صفدرجنگ ‎, хинди 
सफ़्दरजंग), (ок. 1708 — 5 октября 1754) — крупный могольский государственный деятель, 2-й наваб-вазир Ауда (19 марта 1739 — 5 октября 1754). Зять и племянник Саадат Али-хана (ок. 1680—1739), первого наваба Ауда (1722—1739). Все будущие навабы Ауда были потомками Сафдар Джанга по мужской линии.
Титулы — Вазир уль-Мамалик-и-Индостан, Асаф Джах, Джамат уль-Мульк, Шуя уд-Даула, Наваб Абул Мансур Хан Бахадур, Сафдар Джанг, Сипах Салар, Наваб Вазир Ауда.

## Биография
Родился около 1708 года. При рождении — Мирза Мухаммад Муким. Второй сын Сиядат-хана (Джафар-Бека), и его жены, дочери Мирзы Мухаммада Насира. Дальний потомок Кара Юсуфа из династии Кара-Коюнлу. В апреле 1723 года вместе со своей семьей переехал из Персии в Индию. С 1724 по 1739 год наиб субадар (заместитель наместника) своего дяди и тестя Саадат Али-хана, наваба Ауда.
19 марта 1739 года после смерти своего дядя и тестя, Саадат Али-хана I (1680—1739), первого наваба-вазира Ауда (1722—1739), Мирза Мухаммад Муким унаследовал титул наваба-вазира Ауда. Император Великих Моголов Мухаммад-шах пожаловал ему титул «Сафдар Джанг».
С 1744 по 1746 год — субадар (губернатор) Кашмира. В 1745—1746 года — специальный посол императора Великих Моголов к персидскому шаху Надир-шаху. В июне 1748 года он был назначен субадаром (губернатором) Аджмера и фаудждаром Нарнаула, но был лишен должности наваба Ауда.
С 1748 по 1753 год Сафдар Джанг занимал пост Вазира уль-Мамалика (великого визиря) Империи Великих Моголов. 13 марта 1753 года он был отправлен в отставку с должности великого визиря. 5 ноября 1753 года он был восстановлен в должностях наваба-вазира Ауда и фаудждара Нарнаула. С 5 ноября по 22 декабря 1753 года он также занимал должность субадара Аллахабада.
Сафдар Джанг был способным администратором. Он был не только эффективен в сохранении контроля над Аудом, но и сумел оказать ценную помощь ослабленному императору Великих Моголов Мухаммад-шаху (1719—1748). Вскоре он был назначен губернатором Кашмира, а также стал центральной фигурой при дворе Дели. В последующие годы правления Мухаммад-шаха он получил полный контроль над управлением всей империей Великих Моголов. Когда Ахмад-шах Бахадур взошел на императорский престол в Дели в 1748 году, Сафдар Джанг стал его Вазир-уль-Мумалик-и-Хиндостан или первым министром. Он также был назначен губернатором Аджмера и фаудждаром Нарнаула. Однако придворная политика в конечном итоге настигла его, и он был уволен в 1753 году. Он вернулся в Ауд в декабре 1753 года и избрал Файзабад в качестве своей военной штаб-квартиры и административной столицы.
Сафдар Джанг скончался в 5 октября 1754 года в возрасте 46 лет в Султанпуре близ Файзабада.

## Гробница

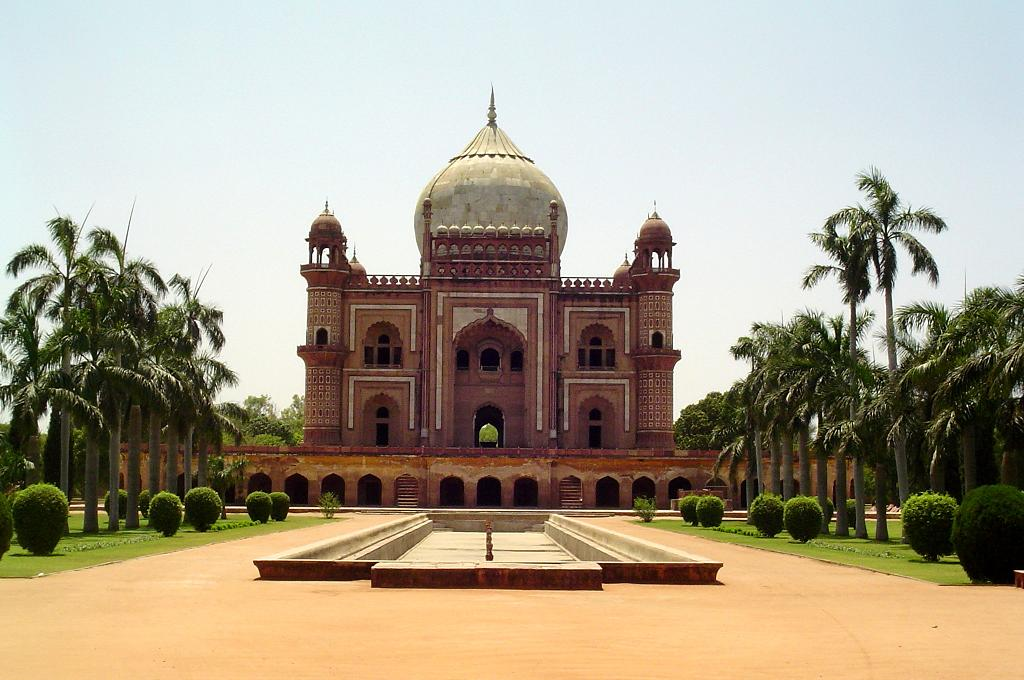
Гробница Сафдара Джанга в Дели

Гробница Сафдара Джанга была построена в 1754 году и расположена на дороге, ныне известной как дорога Сафдара Джанга, в Нью-Дели. Несколько других современных сооружений возле гробницы также носят его имя сегодня, как аэропорт Сафдар Джанг и больница Сафдар Джанг.

## Семья
Сафдар Джанг был дважды женат. Его первой женой в 1724 году в Файзабаде стала Наваб Алия Садр-и-Джахан Бегум Сахиба (Наваб Бегум Сахиба) (1712 — 3 июня 1796), урожденная Сахибзади Садр ун-Ниса Бегум, старшая дочь Саадат Али-хана (1680—1739), первого наваба-вазира Ауда (1722—1739). В 1745 году он женился во второй раз на приёмной дочери императора Великих Моголов Мухаммад-шаха. У Сафдара Джанга был один сын:
- Мирза Джалал уд-Дин Хайдар, известный как Шуджа ад-Даула (19 января 1732 — 26 января 1775), 3-й наваб-вазир Ауда (1754—1775).